# نواه عواسي
نواه عواسي (بالألمانية: Noah Awassi)‏ هو لاعب كرة قدم ألماني في مركز قلب الدفاع، ولد في 10 مارس 1998 في درسدن في ألمانيا. لعب مع دينامو درسدن.

## وصلات خارجية
- نواه عواسي على موقع قاعدة بيانات كرة القدم.إي يو (الإنجليزية)
- نواه عواسي على موقع Soccerway.com (الإنجليزية)
- نواه عواسي على موقع عالم كرة القدم.نت (الإنجليزية)